# Ohilimia scutellata
Ohilimia scutellata là một loài nhện trong họ Salticidae.
Loài này thuộc chi Ohilimia. Ohilimia scutellata được Kritscher miêu tả năm 1959.